# San Luis (Venezuela)
Pour les articles homonymes, voir San Luis.
San Luis est une ville de l'État de Falcón au Venezuela, capitale de la paroisse civile de San Luis et chef-lieu de la municipalité de Bolívar.

## Histoire
La ville est fondée en 1770 sous le nom de San Luis de Cariagua.

## Sources
- (es) Cet article est partiellement ou en totalité issu de l’article de Wikipédia en espagnol intitulé « San Luis (Venezuela) » (voir la liste des auteurs).